# Lago Kinbasket
O lago Kinbasket é um lago artificial no rio Columbia no sudeste da Colúmbia Britânica, no norte das cidades de Revelstoke e Golden. Ao norte ele quase alcança a cidade de Valemount em um represamento do rio Canoe. O lago inclui dois braços, o braço Columbia e o Canoe, referindo-se ao vale dos dois rios alagados pela represa.
O lago Kinbasket original, menor, recebeu esse nome em 1866 em homenagem a Kinbasket, um chefe da tribo indígena dos Secwepemc (Shuswap). O lago atual, maior, foi criado com a construção da represa Mica em 1973, e foi chamado de lago McNaughton (em homenagem a Andrew McNaughton) até 1980.